# Ichneumon angulatorius
Ichneumon angulatorius är en stekelart som beskrevs av Müller 1776. Ichneumon angulatorius ingår i släktet Ichneumon och familjen brokparasitsteklar. Inga underarter finns listade i Catalogue of Life.